# PCSK7
La proproteína convertasa subtilisina/kexina tipo 7 es una enzima que en humanos está codificada por el gen PCSK7 .
La proteína codificada por este gen pertenece a la familia de la proproteína convertasa de tipo subtilisina. Los miembros de esta familia son proproteína convertasas que procesan proteínas precursoras latentes en sus productos biológicamente activos. Esta proteína codificada es una endoproteasa serina dependiente de calcio. Está relacionado estructuralmente con sus familiares, PACE y PACE4. Esta proteína se concentra en la red trans-Golgi, asociada a las membranas, y no se secreta. Puede procesar proalbúmina y se cree que es responsable de la activación de las glicoproteínas de la envoltura del VIH gp160 y gp140.
Este gen esta implicado en la regulación transcripcional de genes domésticos. Se describen múltiples transcripciones empalmadas alternativamente para este gen, pero aún no se conoce su naturaleza completa. Aguas abajo de la ubicación del mapa de este gen en 11q23-q24, los nucleótidos que coinciden con parte del extremo 3 'de este gen se duplican e invierten. Se produce un punto de ruptura de translocación asociado con el linfoma entre este gen y su homólogo invertido.